# سیکلید تی‌شکل
سیکلید تی‌شکل (نام علمی: Cryptoheros sajica) نام یک گونه از تیره سیکلید است.